# Jerzy Lawina-Świętochowski
Jerzy Lawina-Świętochowski, ps. Bam-Bino (ur. 6 grudnia 1906 w Warszawie, zm. 20 sierpnia 1946 w Bydgoszczy) – polski kompozytor, aranżer, autor tekstów, librecista, piosenkarz.

## Życiorys
Absolwent Państwowego Konserwatorium Muzycznego w Warszawie. Współpracował z teatrem „Lutnia” w Wilnie, tam też wystawiono pierwszą jego komedię muzyczną Rajski ptak. W latach 1929–1931 był autorem w „Rewii Wileńskiej” – napisał m.in. słowa i muzykę do rewii „Złote Wilno”, programu „Czego pan chce” oraz muzykę do komedii Paula Leoné’a Na fali eteru. W grudniu 1936 w studio „Syreny Record” dokonał nagrań wokalnych w duecie z Olą Obarską. 2 sierpnia 1939 wystawił w teatrze „8.15” w Warszawie pierwszą polską operetkę morską Panna Wodna.
Wybuch II wojny światowej przerywa współpracę z teatrem. Poświęca się on studiom muzycznym u Artura Malawskiego i w tym okresie komponuje swe dzieło poświęcone tematyce morskiej – operetkę Hel. W 1940 akompaniował jako pianista w teatrzyku Na Antresoli w Warszawie. W 1944 jako ochotnik wstąpił do 1 Armii Wojska Polskiego, z którą przebył szlak bojowy do Berlina.
Za zasługi wojenne został odznaczony Krzyżem Srebrnym Orderu Virtuti Militari, Medalem „Zasłużonym na Polu Chwały”, oraz wieloma odznaczeniami 1 Armii.
Po wojnie zajął się komponowaniem, pracę przerwała nagła śmierć.
Największą popularnością spośród jego utworów cieszy się tango „Morze” z operetki Panna Wodna, włączone do repertuaru m.in. Zbigniewa Rawicza (pierwsze nagranie w 1948 dla wytwórni „Muza”), Ireny Santor i Barbary Muszyńskiej.
Pochowany na cmentarzu Parafii Najświętszego Serca Pana Jezusa w Bydgoszczy.